# Renault Kwid
De Renault Kwid is een cross-over van het Franse automerk Renault en werd in 2015 als voordelig instapmodel voor de Indiase markt gelanceerd. In 2017 werd de afzetmarkt voor dit model uitgebreid naar Latijns-Amerika. Dit model kreeg wel meer gewicht vanwege de veiligheidsvoorzieningen die in het Indiase model ontbreken.
De Kwid is verkrijgbaar met verschillende benzinemotoren en er is tevens een variant met elektrische aandrijving. Een aangepaste versie daarvan wordt in Europa verkocht onder de naam Dacia Spring Electric en in China als Renault City K-ZE.